# Winniki (Mikowice)
Winniki – przysiółek wsi Mikowice w Polsce, położony w województwie opolskim, w powiecie namysłowskim, w gminie Namysłów. Wchodzi w skład sołectwa Mikowice.
W latach 1975–1998 przysiółek administracyjnie należał do ówczesnego województwa opolskiego.